# Наґадоме Каору
Наґадоме Каору (яп. 永留 かおる; нар. 7 травня 1973) — японська футболістка. Вона грала за збірну Японії.

## Клубна кар'єра
Виступала в «Пліма Хам Куноїті».

## Виступи за збірну
Дебютувала у збірній Японії 15 червня 1997 року в поєдинку проти Китаю. У складі японської збірної учасниця жіночого чемпіонату світу 1999 року. З 1997 по 1999 рік зіграла 4 матчів в національній збірній.

## Статистика виступів
| Збірна Японії | Збірна Японії | Збірна Японії |
| Рік           | Матчі         | Голи          |
| ------------- | ------------- | ------------- |
| 1997          | 1             | 0             |
| 1998          | 0             | 0             |
| 1999          | 3             | 0             |
| Загалом       | 4             | 0             |